# Parasztlakodalom
A Parasztlakodalom Id. Pieter Bruegel egyik legsikeresebb emberi életképe 1568-ból. A zsánerkép színei vidámak, a részletek gondosan kidolgozottak, sajnos ez a reprodukciókon kevéssé követhető.
A lakodalmat csűrben tartják, a háttérben láthatjuk is a magasra halmozott sárga szalmát. A kép központi alakja, a menyasszony mögé sötétzöld posztót feszítettek ki, a feje fölé pedig egy koronaféleséget helyeztek el. A menyasszony nyugodtan üldögél összekulcsolt kézzel, ostoba arcán a teljes elégedettség bamba mosolya tükröződik. A menyasszony mellett ülő idős hölgy valószínű, hogy az anyja, a támlás székben ülő idős férfi pedig az atyja. A menyasszonytól hátrébb a mohón kanalazó fiatal férfi a vőlegény. Az asztalnál ülő egész társaság teljességgel az evéssel foglalkozik, nyilván a lakoma kezdetén tartanak.
A kép bal oldalán sört töltöget egy férfi, jó néhány korsó már kiürült, azok a kosárban vannak összehalmozva. Az előtérben két férfi tíz tányér pástétomféleséget hord körül, az egyik vendég segédkezik a tányérok továbbadásában. Egészen hátul, a bejáratnál nagy tömeg próbál beljebb jutni, s a padon asztalnál étkezők mögött állnak a muzsikusok, egyikük, a kép előteréhez legközelebb álló mintegy tehetetlenül szemléli a felhordott ételeket.
Az asztal jobb sarkánál egy barátot és a helyi községi elöljárót látjuk beszélgetésbe mélyedve. Van még egy külön kedves színfolt a képen, az előtérben egy kisgyermek üldögél óriási sapkával a fején és tökéletesen elmerül annak a finom csemegének a nyalogatásában, amelyre valamilyen módon szert tett, az ártatlan mohóság pillanatát rögzítette a festő.
A kép bő anekdotázó kedvvel adja elő a pillanat történéseit, de a sok szellemes megfigyelésnél is fontosabb az a mély benyomásunk, amellyel Bruegel kompozícióteremtő képessége hat ránk. A számos ember és jelenet felvonultatása közepette Bruegel képe sem nem zavaros, sem nem túlzsúfolt. Bruegel a háttérbe nyúló asztallal és a figurák mozdulatainak gondos megkomponálásával a csűr ajtajában tolongó tömegről az előtér két étellel megrakott tányérokat felszolgáló emberéig vezeti tekintetünket, s onnan újból visszairányítja a tálak szétosztásában segítő vendég mozdulatával a vigyorgó menyasszony kicsiny, ám mégis központi figurájára.

## A kép jeleneteiből

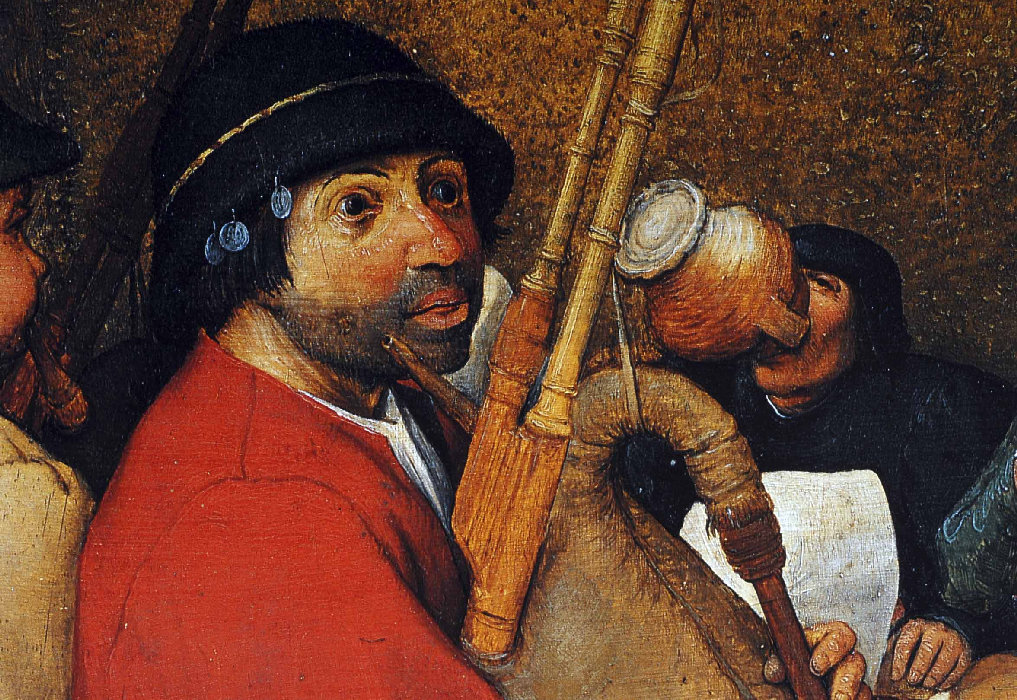
Az éhes muzsikus (részlet)
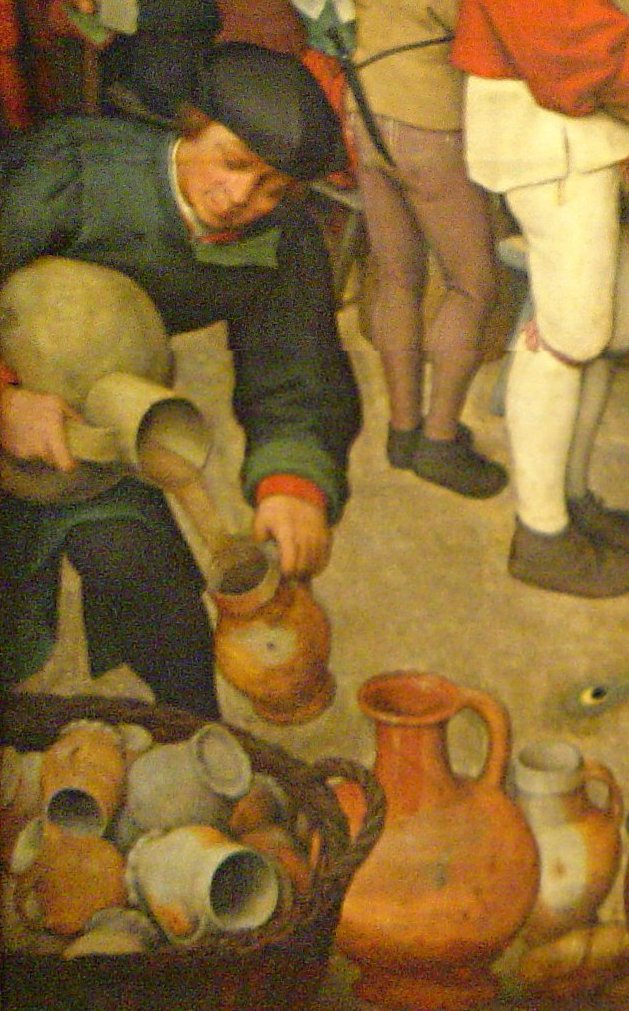
A sörosztó férfi (részlet)
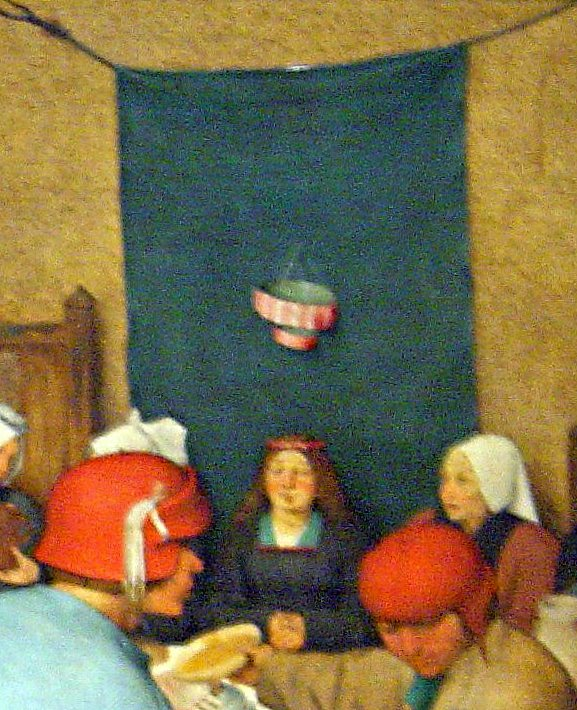
A Parasztlakodalom központi része (részlet)
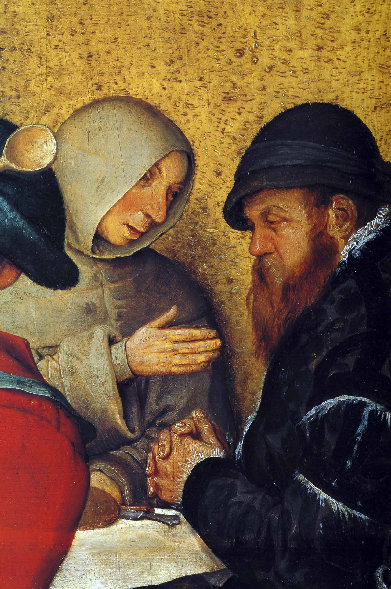
A barát és a helyi vezető (lehet, hogy ez önarckép) párbeszéde (részlet)
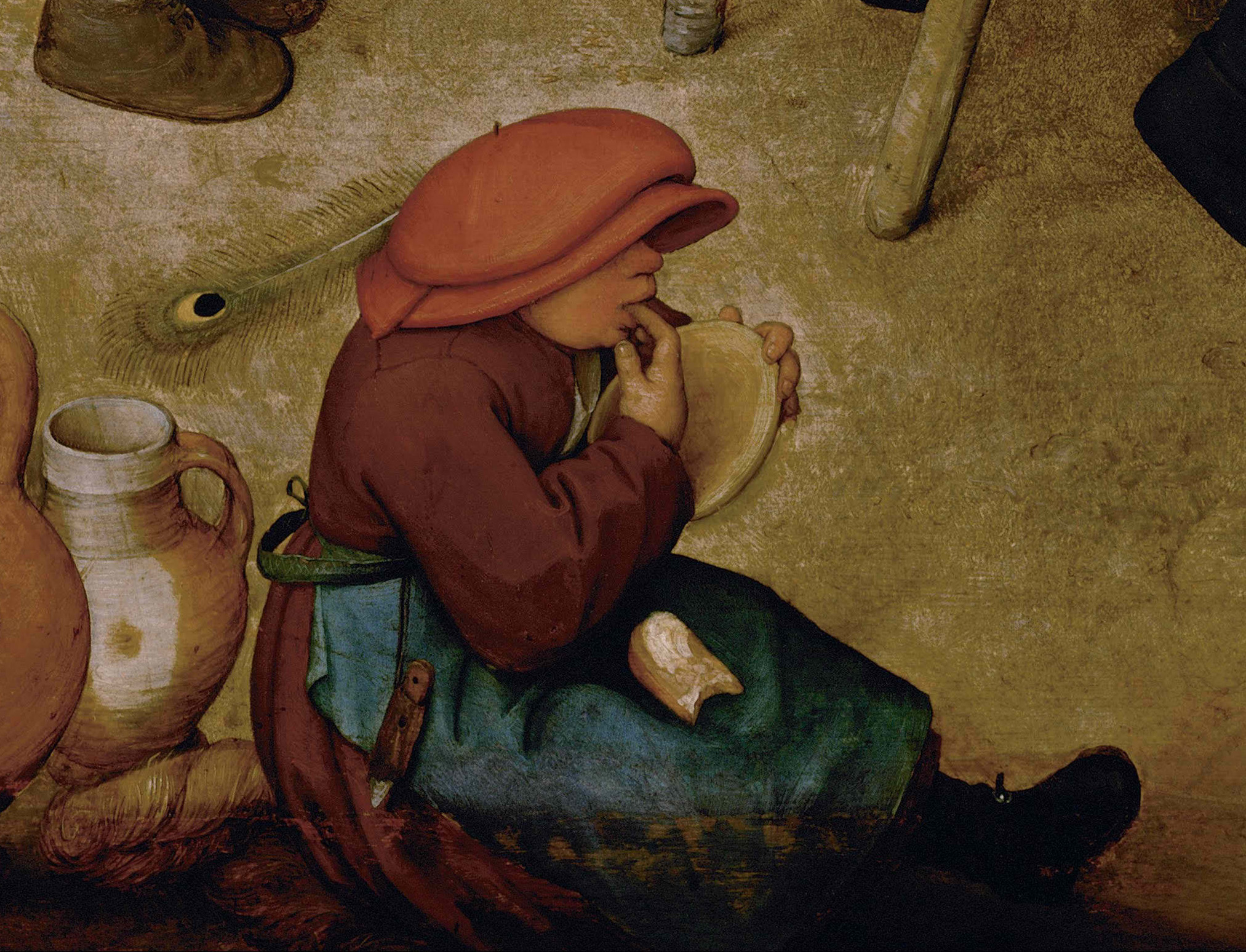
A boldog mohósággal nyalakodó gyermek (részlet)